# Charles Pfahl
Charles Alton Pfahl (* 15. Mai 1946 in Akron, Ohio; † 4. Oktober 2013 in Albuquerque) war ein US-amerikanischer Maler.
Er studierte in Madison, Connecticut sowie in New York und in Cuyahoga Falls. 1980 hatte er eine Einzelausstellung in den Grand Central Art Galleries in New York. Ab 1981 lehrte er an der Arts Student League, New York. Werke von Charles Pfahl waren bereits im Butler Institute of American Art, im Westmoreland Museum (Pennsylvania) und an anderen Orten ausgestellt. Zu seinen Auszeichnungen gehörte der Hallgarten Award at the National Academy of Design.
Pfahl pflegte einen realistischen Malstil und bevorzugte oft düstere bis mysteriöse Motive. 